# Perizoma viridiplana
Perizoma viridiplana là một loài bướm đêm trong họ Geometridae.